# Kiskunfélegyházi járás
A Kiskunfélegyházi járás Bács-Kiskun vármegyéhez tartozó járás Magyarországon, amely 2013-ban jött létre. Székhelye Kiskunfélegyháza. Területe 582,37 km², népessége 35 727 fő, népsűrűsége 61,35 fő/km² volt a 2022. évi adatok szerint. Egy város (Kiskunfélegyháza) és 5 község tartozik hozzá.
A Kiskunfélegyházi járás a járások 1983-as megszüntetése előtt is létezett, ezen a néven 1898-tól, és 1970-ben szűnt meg. Az 1950-es megyerendezésig Pest-Pilis-Solt-Kiskun vármegyéhez, azután pedig Bács-Kiskun megyéhez tartozott, és székhelye mindvégig Kiskunfélegyháza volt.

## Települései
| Település        | Rang (2013. július 15.) | Kistérség (2013. január 1.) | Népesség (2022. október 1.) | Terület (km²) |
| ---------------- | ----------------------- | --------------------------- | --------------------------- | ------------- |
| Kiskunfélegyháza | járásszékhely város     | Kiskunfélegyházai           | 28 872                      | 256,3         |
| Bugac            | nagyközség              | Kiskunfélegyházai           | 2 592                       | 131,11        |
| Bugacpusztaháza  | község                  | Kiskunfélegyházai           | 259                         | 43            |
| Gátér            | község                  | Kiskunfélegyházai           | 858                         | 30,89         |
| Pálmonostora     | község                  | Kiskunfélegyházai           | 1 677                       | 53,28         |
| Petőfiszállás    | község                  | Kiskunfélegyházai           | 1 469                       | 67,79         |